# Conférence environnementale
En France, dans le cadre des suites à donner aux Lois Grenelle, aux engagements internationaux en matière de Climat et de Biodiversité, et dans la suite du Grenelle de l'environnement,  il a été décidé de réunir chaque année une  « Conférence environnementale sur le développement durable » (au mois de septembre).  

## Conférences
Les Conférences environnementales ont eu lieu à différentes dates et ont défini différents objectifs.

### 2012
La première de ces conférences a eu pour thème le développement durable ;

### 2013
La seconde conférence environnementale a été placée sous le signe de l'énergie. Elle a décidé une « diminution de 50 % de la consommation d’énergie d'ici 2050 » ;

### 2014
La 3e conférence environnementale, en vue de la COP21, s'est fixé trois objectifs principaux :
1. Mobilisation pour les enjeux climat ;
2. Transport et mobilité durable ;
3. Environnement et santé.

### 2016
La 4e conférence suit la COP21 alors que la France doit « mettre en application l'accord de Paris » et  traite 3 thèmes : 
1. ) Appliquer l'agenda des solutions pour la croissance verte ;
2. ) Les citoyens, les territoires et l’Etat dans la transition écologique ;
3. ) Préserver les milieux afin d’améliorer le cadre de vie et la santé de tous.

Le président a annoncé une publication rapide des textes d'application de la loi sur la transition énergétique, une recapitalisation de L'Agence française de développement dès 2017 « pour augmenter sa capacité de prêts pour la porter à 4 milliards d'euros par an d'ici 2020 dont la moitié sera consacrée au climat » »ainsi que la création d'obligations vertes dont par les banques publiques (AFD, BPI et CDC) ainsi qu'une mise à jour de la PPE (programmation pluriannuelle de l'énergie nucléaire et énergies renouvelables, annoncée pour l'automne 2016).
Dans le domaine de la démocratie participative il annonce une ordonnance sur le droit d'initiative citoyenne. Ségolène Royal a précisé qu'un arrêté préciser d'ici peu les objectifs de la France pour 2023 pour « donner de la visibilité aux investisseurs » ; Ce document (PPP) doit préciser le mix énergétique national : l'évolution du parc nucléaire et la maitrise de la demande en énergie, d'abord pour 3 ans (2016-2018), mais avec une trajectoire cible, puis pour la période 2019-2023, avec différents scénarios associés à des fourchettes de valeurs pour différents aspects. 
Les scénarios seront publiés avant le 1er juillet selon Ségolène Royal, François Hollande a précisé que le projet de PPE « sera soumis à la consultation avant le 1er juillet et adopté à l'automne »  ; une mission doit en outre produire des pistes pour un prix-plancher ou pour un corridor de prix du carbone au niveau européen.

## Préparation, gouvernance
Ces conférences seront préparées et organisées par l'État français avec les ministères et agences concernées, pour faire le point sur la  "« feuille de route » environnementale établie en 2012 pour la transition écologique" (« transition vers un nouveau modèle de développement durable ») listant les objectifs et chantiers prioritaires, et précisant  les méthodes et le calendrier d'action gouvernementale en matière d'environnement et de développement soutenable et notamment sur  la transition énergétique et la restauration, préservation et gestion de la biodiversité.